# Алексеевка (Лебединский район)
Алексе́евка (укр. Олексіївка) — село,
Катериновский сельский совет,
Лебединский район,
Сумская область,
Украина.
Код КОАТУУ — 5922984606. Население по переписи 2001 года составляло 70 человек .

## Географическое положение
Село Алексеевка находится на расстоянии в 1 км от правого берега реки Грунь,
на противоположном берегу растоложено село Грунь.
В 1,5 км от села расположено село Катериновка.
По селу протекает пересыхающий.

## Экономика
- Молочно-товарная ферма.